# ハーフウィンザーノット
ハーフウィンザーノット（英: Half-Windsor knot ）は、ネクタイの結び方の一つ。ウィンザーノットを簡略化した結び方で、ウィンザーノットよりも薄く小さく、左右対称のきれいな三角形の結び目に整えることができる。セミウィンザーノット、エスカイアノット（esquire knot）ともいう。

## 結び方
一般的なハーフウィンザーノットの結び方は、以下の通りである。

結ぶ人から見て、小剣（細い方）を左下（手前）、大剣（太い方）を右上にクロスする。
大剣を小剣の下（手前）に回し、左に出す。
首の左側とネクタイの間に、大剣を上から通す。
大剣を左から右へ返して、結び目に軽く巻き付ける。
首の右側とネクタイの間に、大剣を下から通し、続けて、巻き付けたネクタイに大剣を上から通す。結び目を押さえ大剣を下に軽く引いて三角形に整え、小剣を引いて結び目を上げれば完成。